# António Júlio de Frias Pimentel e Abreu
António Júlio de Frias Pimentel e Abreu (Guarda, Trancoso, 01 de março de 1781 — Lisboa, 14 de setembro de 1844) foi juiz, deputado e fidalgo da Casa Real.
Fizeram dele um dos mais importantes juízes do período da monarquia constitucional portuguesa, influenciando substancialmente o rumo dos acontecimentos das leis liberais em Portugal ao longo dos anos como deputado. Entre outros cargos e honrarias, foi comendador da Ordem de Nossa Senhora da Conceição de Vila Viçosa em 12 de janeiro de 1837.

## História
Filho de Francisco Manuel Pimentel Monteiro e Frias e Rosa Maria da Fonseca, e neto de Manuel Pimentel de Abreu, António formou-se na faculdade de Direito na Universidade de Coimbra (bacharel em Leis) em 1802, foi juiz de Sortelha, Belmonte (Portugal) e Pinhel, casou-se com Maria Catarina de Carvalho, irmã da esposa do seu primo paterno Gracia Eça Telles de Abreu (1772 – 1836). Foi corregedor da comarca de Pinhel e do Porto, desembargador do Porto em 1826, juiz da Relação de Lisboa (1834), conselheiro do Supremo Tribunal de Justiça (1836). Em 2 de fevereiro de 1837, passou a Fidalgo da Casa Real.
- Como deputado, em 1822, ajudou a instituir-se, assim, o primeiro sistema de governo parlamentar controlado por uma assembleia que viria a aprovar, em 23 de setembro, a Constituição de 1822.[2]
- Depois da morte de D. João VI, em abril de 1826, D. Pedro IV outorga a Carta Constitucional, onde ficam instituídas as Cortes Gerais, compostas pela Câmara dos Pares e pela Câmara dos Deputados; nomeia 72 pares do reino para constituir a 1ª Câmara e determina a realização de eleições nos termos da Carta, vindo a abdicar, pouco tempo depois, na sua filha, a futura Rainha D. Maria II. A 2ª Câmara, designada por Câmara dos Deputados, passa a ser eleita por sufrágio indireto e censitário. Nas eleições primárias, em que se elegiam os eleitores de Província, que é o seu caso, eleito pela Província do Porto.